# Bohas-Meyriat-Rignat
Pour les articles homonymes, voir Meyriat.
Bohas-Meyriat-Rignat est une commune française située dans le département de l'Ain, en région Auvergne-Rhône-Alpes.
La commune est née le 1er janvier 1974 de la fusion-association des trois communes de Bohas, Meyriat et Rignat. Rignat possède le statut de commune associée.

## Géographie
Bohas-Meyriat-Rignat se situe dans le Revermont dans la vallée du Suran, à une quinzaine de kilomètres au sud-est de Bourg-en-Bresse. La commune est composée des villages de Bohas et Rignat et des hameaux de Meyriat.

### Communes limitrophes
| Ramasse Revonnas | Villereversure                         |                      |
|                  | Bohas-Meyriat-Rignat                   | Hautecourt-Romanèche |
| Journans         | Saint-Martin-du-Mont, Neuville-sur-Ain | Poncin               |

### Hameaux
- Vessignat, Chiloup, Moinans, Charinaz le Bas, Charinaz le Haut sont des hameaux de Meyriat.
- Chatillonnet, hameau de Bohas-Meyriat-Rignat.

### Climat
Pour des articles plus généraux, voir Climat d'Auvergne-Rhône-Alpes et Climat de l'Ain.
En 2010, le climat de la commune est de type climat des marges montargnardes, selon une étude du CNRS s'appuyant sur une série de données couvrant la période 1971-2000. En 2020, Météo-France publie une typologie des climats de la France métropolitaine dans laquelle la commune est dans une zone de transition entre le climat semi-continental et le climat de montagne et est dans une zone de transition entre les régions climatiques « Bourgogne, vallée de la Saône » et « Jura ».
Pour la période 1971-2000, la température annuelle moyenne est de 11 °C, avec une amplitude thermique annuelle de 18 °C. Le cumul annuel moyen de précipitations est de 1 322 mm, avec 10,9 jours de précipitations en janvier et 8 jours en juillet. Pour la période 1991-2020, la température moyenne annuelle observée sur la station météorologique de Météo-France la plus proche, « Ceyzériat_sapc », sur la commune de Ceyzériat à 7 km à vol d'oiseau, est de 11,7 °C et le cumul annuel moyen de précipitations est de 1 032,6 mm,. Pour l'avenir, les paramètres climatiques de la commune estimés pour 2050 selon différents scénarios d'émission de gaz à effet de serre sont consultables sur un site dédié publié par Météo-France en novembre 2022.

## Urbanisme

### Typologie
Au 1er janvier 2024, Bohas-Meyriat-Rignat est catégorisée commune rurale à habitat dispersé, selon la nouvelle grille communale de densité à 7 niveaux définie par l'Insee en 2022.
Elle est située hors unité urbaine. Par ailleurs la commune fait partie de l'aire d'attraction de Bourg-en-Bresse, dont elle est une commune de la couronne,. Cette aire, qui regroupe 80 communes, est catégorisée dans les aires de 50 000 à moins de 200 000 habitants,.

### Occupation des sols
L'occupation des sols de la commune, telle qu'elle ressort de la base de données européenne d’occupation biophysique des sols Corine Land Cover (CLC), est marquée par l'importance des territoires agricoles (52,5 % en 2018), une proportion sensiblement équivalente à celle de 1990 (51,8 %). La répartition détaillée en 2018 est la suivante : 
forêts (44,8 %), prairies (35,9 %), zones agricoles hétérogènes (16,6 %), milieux à végétation arbustive et/ou herbacée (1,7 %), zones urbanisées (1,1 %).
L'évolution de l’occupation des sols de la commune et de ses infrastructures peut être observée sur les différentes représentations cartographiques du territoire : la carte de Cassini (XVIIIe siècle), la carte d'état-major (1820-1866) et les cartes ou photos aériennes de l'IGN pour la période actuelle (1950 à aujourd'hui).

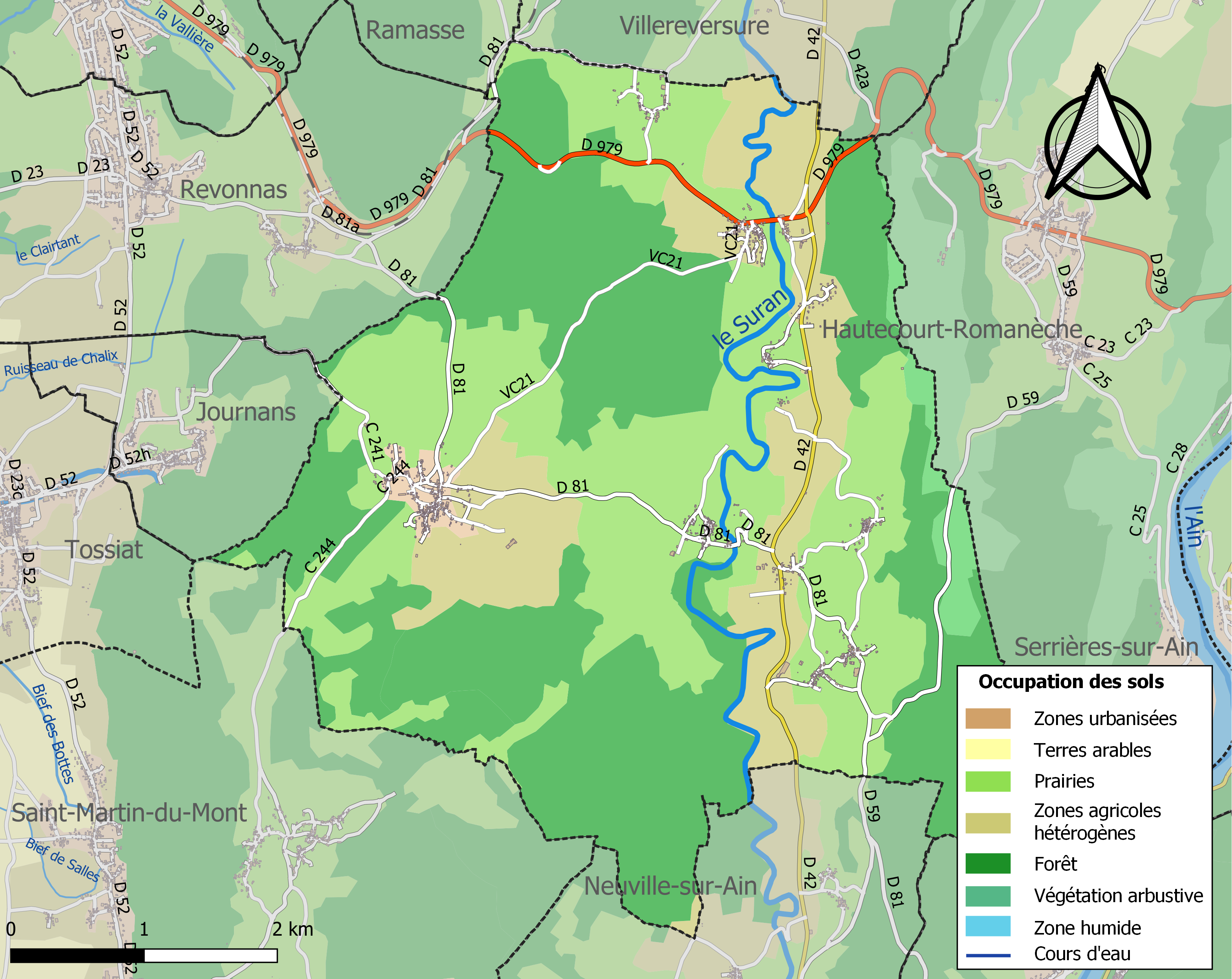
Carte des infrastructures et de l'occupation des sols de la commune en 2018 (CLC).

## Toponymie
Bohas : Le nom de la localité est attesté sous les formes Bua en 1250, Buas.

Ce toponyme dérive de Badacho, anthroponyme germanique.
Meyriat : Le nom de la localité est attesté sous la forme Mairia en 1250.

Ce toponyme dérive de Marius, anthroponyme romain + Suffixe -acum.
Rignat : Rinna vers 1250, Rignia vers 1325, Rigniacus en 1436.

Ce toponyme dérive de Reginius, anthroponyme gaulois + -acos.

## Histoire
La commune est née le 1er janvier 1974 de la fusion-association des trois communes de Bohas, Meyriat et Rignat.
Le 1er janvier 2000, Bohas fusionne avec Meyriat. Rignat reste une commune associée pourvue d'un maire délégué.
Les trois villages sont mentionnés dès le XIIe siècle.

## Politique et administration

### Découpage territorial
La commune de Bohas-Meyriat-Rignat est membre de la communauté d'agglomération du Bassin de Bourg-en-Bresse, un établissement public de coopération intercommunale (EPCI) à fiscalité propre créé le 1er janvier 2017 dont le siège est à Bourg-en-Bresse. Ce dernier est par ailleurs membre d'autres groupements intercommunaux.
Sur le plan administratif, elle est rattachée à l'arrondissement de Bourg-en-Bresse, au département de l'Ain et à la région Auvergne-Rhône-Alpes. Sur le plan électoral, elle dépend du  canton de Saint-Étienne-du-Bois pour l'élection des conseillers départementaux, depuis le redécoupage cantonal de 2014 entré en vigueur en 2015, et de la première circonscription de l'Ain  pour les élections législatives, depuis le dernier découpage électoral de 2010.

### Administration municipale
| Période                                  | Période      | Identité                                   | Étiquette | Qualité                               |
| ---------------------------------------- | ------------ | ------------------------------------------ | --------- | ------------------------------------- |
| Les données manquantes sont à compléter. |              |                                            |           |                                       |
| ?                                        | 1836 (décès) | Charles Pierre Loubat de Bohan (1806-1836) |           | Avocat Conseiller d'arrondissement    |
|                                          |              |                                            |           |                                       |
| mars 2014                                | mai 2020     | Jean-Luc Luez                              |           | Cadre supérieur (entreprise publique) |
| mai 2020                                 | En cours     | Emmanuel Darmedru                          |           | Agriculteur sur moyenne exploitation  |

## Population et société

### Démographie
L'évolution du nombre d'habitants est connue à travers les recensements de la population effectués dans la commune depuis 1793. Pour les communes de moins de 10 000 habitants, une enquête de recensement portant sur toute la population est réalisée tous les cinq ans, les populations de référence des années intermédiaires étant quant à elles estimées par interpolation ou extrapolation. Pour la commune, le premier recensement exhaustif entrant dans le cadre du nouveau dispositif a été réalisé en 2008.
En 2022, la commune comptait 951 habitants, en évolution de +6,26 % par rapport à 2016 (Ain : +5,15 %, France hors Mayotte : +2,11 %).
| 1793 | 1800 | 1806 | 1821 | 1831 | 1836 | 1841 | 1846 | 1851 |
| ---- | ---- | ---- | ---- | ---- | ---- | ---- | ---- | ---- |
| 667  | 733  | 603  | 666  | 677  | 620  | 602  | 567  | 593  |

| 1856 | 1861 | 1866 | 1872 | 1876 | 1881 | 1886 | 1891 | 1896 |
| ---- | ---- | ---- | ---- | ---- | ---- | ---- | ---- | ---- |
| 568  | 570  | 559  | 529  | 500  | 460  | 450  | 459  | 395  |

| 1901 | 1906 | 1911 | 1921 | 1926 | 1931 | 1936 | 1946 | 1954 |
| ---- | ---- | ---- | ---- | ---- | ---- | ---- | ---- | ---- |
| 392  | 361  | 342  | 311  | 304  | 299  | 301  | 246  | 243  |

| 1962 | 1968 | 1975 | 1982 | 1990 | 1999 | 2006 | 2008 | 2013 |
| ---- | ---- | ---- | ---- | ---- | ---- | ---- | ---- | ---- |
| 219  | 186  | 506  | 597  | 657  | 727  | 795  | 815  | 874  |

| 2018 | 2022 | - | - | - | - | - | - | - |
| ---- | ---- | - | - | - | - | - | - | - |
| 930  | 951  | - | - | - | - | - | - | - |

### Sports

#### Tour de France
Bohas-Meyriat-Rignat a été traversée par le Tour de France 2016 lors de la 15e étape (Bourg-en-Bresse - Culoz).

## Culture locale et patrimoine

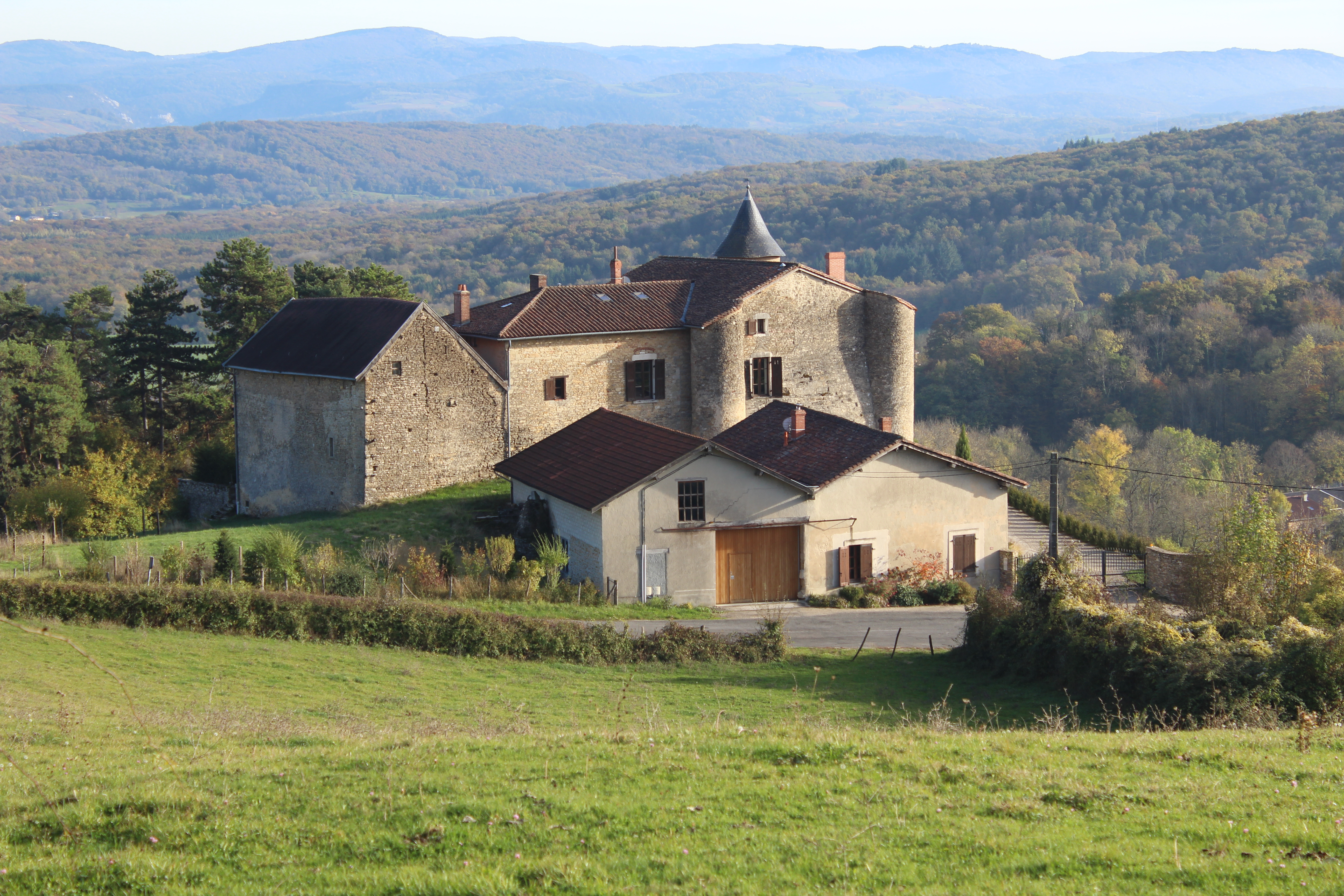
Manoir de Pinel.

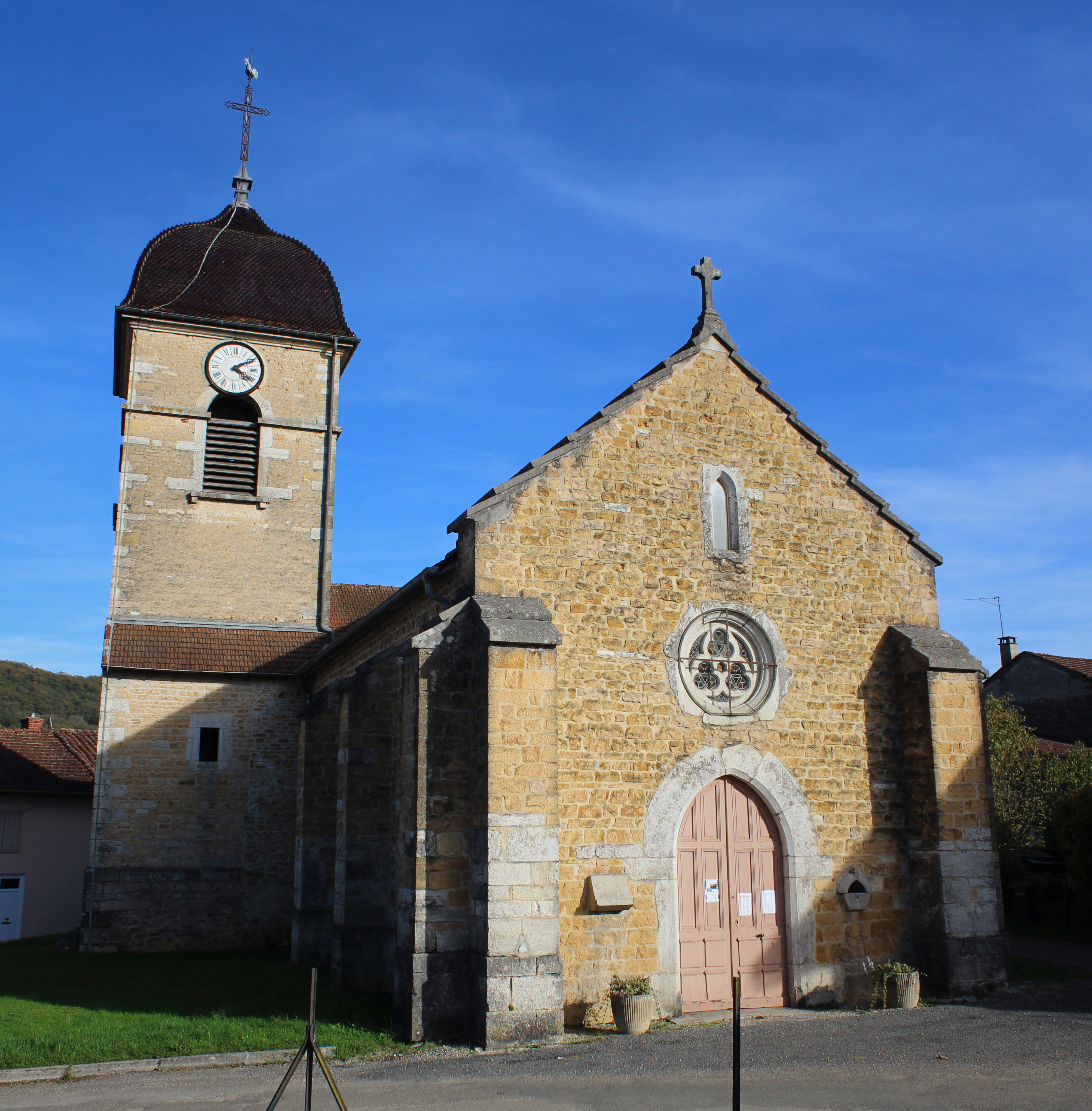
L'église de Bohas.

### Lieux et monuments
- Ruines du château de Bohas (site naturel inscrit)[25]. Le château est brûlé par l'armée allemande en 1944.
- Ancienne maison forte de Beaurepaire[26].
- Restes du château de Rignat. En 1303, il est la possession du chevalier Guillaume de Coucy[27].
- Manoir de Pinel (XVe siècle).
- Maison forte de Bohas-Montjouvent (pour mémoire) citée vers 1555[28].
- Église Saint-Didier de Rignat.
- Église Saint-Étienne de Vessignat.
- Église Saint-Martin de Bohas.